# Anthicus sellatus
Anthicus sellatus – gatunek chrząszcza z rodziny nakwiatkowatych i podrodziny Anthicinae.
Gatunek ten opisany został po raz pierwszy w 1796 roku przez Georga W.F. Panzera jako Notoxus sellatus.
Chrząszcz o ciele długości od 3,6 do 4,5 mm, porośniętym gęstym, srebrzystym, na głowie i przedpleczu przylegającym, a na pokrywach nieco wzniesionym owłosieniem. Ubarwienie głowy jest czarne lub czarnobrunatne, przedplecza czarne lub czarnobrunatne, okazjonalnie z czerwonobrunatnym brzegiem tylnym, tarczki czarnobrunatne, pokryw jasnobrunatne z ciemną przepaską poprzeczną pośrodku, spodu ciała ciemnobrunatne, a głaszczków, czułków i odnóży jasnobrunatne. Trapezowata w zarysie głowa ma na przedzie podłużny, wypukły guz sięgający środkowej części czoła. Znacznie węższe od głowy przedplecze wyraźnie rozszerza się ku przodowi, a punkty na jego powierzchni stykają się ze sobą. Punkty na pokrywach są stosunkowo duże i gęsto rozmieszczone, a przestrzenie między nimi połyskujące.
Owad ten zasiedla tereny piaszczyste na nizinach i pogórzach, zwłaszcza pobrzeża wód. Postacie dorosłe spotyka się od kwietnia do września pod rozkładającymi się szczątkami roślin, wśród napływek i pod odchodami zwierząt. Przylatują do sztucznych źródeł światła.
Gatunek palearktyczny, w Europie znany z Portugalii, Hiszpanii, Francji, Holandii, Niemiec, Szwajcarii, Austrii, Włoch, Danii, Norwegii, Szwecji, Finlandii, Estonii, Łotwy, Litwy, Polski, Czech, Słowacji, Węgier, Białorusi, Ukrainy, Mołdawii, Chorwacji, Rumunii, Bułgarii i północnej Rosji. Na północ dociera do koła podbiegunowego. W Polsce jest owadem bardzo rzadkim. Dane z XXI wieku odnoszą się do pojedynczych stanowisk na Nizinie Mazowieckiej, w Kotlinie Kolskiej, Puszczy Pilickiej, na Półwyspie Helskim oraz Górnym i Dolnym Śląsku.